# Тікусей

36°18′26″ пн. ш. 139°58′59″ сх. д. / 36.30722° пн. ш. 139.98306° сх. д.
Тікусе́й (яп. 筑西市, ちくせいし, МФА: [t͡ɕiku̥seː ɕi̥]) — місто в Японії, в префектурі Ібаракі.

## Короткі відомості
Розташоване в західній частині префектури, на східному березі річки Кіну. Центром міста протікає річка Кокай. Виникло на основі середньовічного призамкового містечка. Засноване 28 березня 2005 року шляхом об'єднання міста Сімодате з містечками Секідзьо, Акено та Кьова. Основою економіки є сільське господарство, харчова промисловість, виробництво електроприладів і комерція. В місті розташовані руїни замку Секі та монастиря Ніїхарі. Станом на 1 жовтня 2007 площа міста становила 205,35 км². Станом на 1 серпня 2008 населення міста становило 110 145 осіб.